# Koppsele
Koppsele är ett naturreservat i Malå kommun i Västerbottens län.
Området var tidigare ett domänreservat och är naturskyddat sedan 1997 och är 45 hektar stort. Reservatet ligger söder om Malån och består av en glänta kring ett tidigare skogssameviste och tallar.